# Harre Herred
Harre Herred var et herred der ligger i den nordvestlige del af Salling, i det gamle Viborg Amt.
Det hed i Kong Valdemars Jordebog Hargæhæreth, og hørte i middelalderen til Sallingsyssel; Senere var det under Skivehus Len og fra 1660 Skivehus Amt. Herredets gamle tingsted menes at have ligget ved Tinghøj mellem Durup og Roslev. Herredet blev i 1688 sammenlagt med de andre herreder i Salling til en Jurisdiktion.
Harre Herred grænser mod øst til Nørre Herred, mod syd til Hindborg og
Rødding Herreder, mod vest og nord til Limfjorden (Lysen Bredning
med Harre Vig, Sallingsund
og Livø Bredning). Øen Fur mod nord hører til herredet.
I herredet ligger følgende sogne:
- Durup Sogn – (Skive Kommune)
- Fur Sogn – (Sundsøre Kommune)
- Glyngøre Sogn – (Sallingsund Kommune)
- Harre Sogn – (Sallingsund Kommune)
- Hjerk Sogn – (Sallingsund Kommune)
- Nautrup Sogn – (Sallingsund Kommune)
- Roslev Sogn – (Sallingsund Kommune)
- Sæby Sogn – (Sallingsund Kommune)
- Tøndering Sogn – (Sallingsund Kommune)
- Vile Sogn – (Sallingsund Kommune)
- Åsted Sogn – (Sundsøre Kommune)

## Eksterne kilder og henvisninger
- Harre Herred i J.P. Trap: Kongeriget Danmark, udarbejdet af H. Weitemeyer (3. udgave, 4. bind 1901)

56°45′23.35″N 8°55′39.95″Ø / 56.7564861°N 8.9277639°Ø